# Tarascosaurus
Tarascosaurus ist eine wenig bekannte Gattung theropoder Dinosaurier aus der Oberkreide Frankreichs. Bisher ist lediglich ein sehr fragmentarischer Fund bekannt, der sich aus dem oberen Abschnitt des linken Oberschenkelknochens (Femur) sowie aus zwei fragmentarischen, aber im anatomischen Verbund vorgefundenen Rückenwirbeln zusammensetzt. Tarascosaurus gilt als ein Vertreter der Abelisauroidea, und wird innerhalb dieser Gruppe von manchen Forschern zu den Abelisauridae gestellt. Einzige Art ist Tarascosaurus salluvicus.

## Merkmale
Der Oberschenkelknochen ähnelt dem des möglicherweise verwandten, aus den Niederlanden stammenden Betasuchus. So ist der Oberschenkelknochen-Kopf leicht nach vorne gerichtet. Der kleine Rollhügel (Trochanter minor) ist groß und zeigt eine markante Eintiefung (Foramen). Die Wirbelbögen der Rückenwirbel ähneln denen des Abelisauriden Majungasaurus und sind stark pneumatisiert (mit luftgefüllten Kammern durchzogen) sowie anteroposterior kurz. Die Wirbelkörper hingegen sind nur schwach pneumatisiert. Hyposphen-Hypantrum-Verbindungen sind vorhanden.

## Forschungsgeschichte und Namensgebung
Erstmals beschrieben wurde Tarascosaurus 1991 von den französischen Paläontologen Jean Le Loeuff und Éric Buffetaut im Rahmen einer Arbeit über die damals bekannten Theropodenfunde der europäischen Oberkreide. Die Tarascosaurus-Fossilien fanden sich seit langem in der Sammlung der Faculté des Sciences de Lyon. Der Entdecker dieses Fundes ist unbekannt. Lediglich die Herkunft des Fossils aus der Fundstelle Lambeau de Beausset, die in der Beausset-Synklinale liegt, ist überliefert. Die bislang namenlose Gesteinseinheit an der Fundstelle wurde magnetostratigraphisch auf das Untere Campanium datiert.
Der Name Tarascosaurus (Tarasco – „Tarasque“; gr. sauros – „Echse“) weist auf die Tarasque, einem in der Provence bekannten Fabelwesen in Drachengestalt. Der zweite Teil des Artnamens, salluvicus (von lat. salluvii – „Salluvier“) weist auf den Volksstamm der Salluvier, der im Altertum im Gebiet der heutigen Provence siedelte.

## Systematik und Gültigkeit
Le Loeuff und Buffetaut kamen zu dem Ergebnis, dass Tasascosaurus, ebenso wie verschiedene weitere von diesen Forschern untersuchten Theropodenfunde der Oberkreide Europas, den Abelisauridae zuzuordnen seien. Während verschiedene Studien an einer Klassifikation von Tarascosaurus innerhalb der Abelisauridae festhalten, stellen andere Studien fest, dass eine derart genaue Zuordnung wegen der sehr fragmentarischen Natur der Funde nicht möglich sei. Ronan Allain und Xabier Suberbiola (2003) beispielsweise bemerken, dass die Tarascosaurus-Fossilien keinerlei Merkmale zeigen, die ausschließlich bei Vertretern der Abelisauridae bekannt sind (Synapomorphien). So wird Tarascosaurus häufig als nicht weiter zuordenbarer Vertreter der Abelisauroidea betrachtet.
Verschiedene Forscher betrachten Tarascosaurus als Nomen dubium und stellen somit die Gültigkeit dieses Taxons in Frage, da keine Merkmale erkennbar seien, die eine eindeutige Abgrenzung zu anderen Gattungen erlauben.

## Belege